# Dallas/Fort Worth International Airport
Dallas/Fort Worth International Airport (DFW KDFW) er en amerikansk lufthavn mellem byerne Dallas og Fort Worth i Texas, det er den travleste lufthavn i Texas og målt på passagertrafik den 8. travleste i verden.
Målt på antal flyvninger er det verdens travleste. Det flyselskabet American Airlines største hub. DFW lufthavnen anses som en en lufthavnsby.
Målt på lufthavnens areal på 7,315 ha, så er det den største lufthavn i Texas og den næst største i USA efter Denver International Airport. Det er den tiende travleste internationale lufthavn i USA og nr. 2 i Texas efter Houston Intercontinental.
DFW har sit eget postkontor, postnummer og offentlige services. United States Postal Service gav lufthavnen sin egen bybenævnelse, DFW Airport, TX. Lufthavnens bestyrelse styres af bestyrelsesmedlemmer som er udpeget af ejerbyerne Dallas og Fort Worth. Lufthavnen ligger indenfor fire forstads-bygrænser og for at sikre et godt naboskab så har lufthavnens bestyrelse et medlem uden stemmeret som repræsenterer naboerne og forstadsbyerne Irving, Euless, Grapevine og Coppell på skift.